# マウイ (ディズニー)
- モアナと伝説の海 > マウイ (ディズニー)

マウイ（Maui）は、2016年に公開されたウォルト・ディズニー・アニメーション・スタジオのアニメ映画『モアナと伝説の海』に登場する架空のキャラクターである。監督のロン・クレメンツとジョン・マスカーによって創作され、アメリカの俳優ドウェイン・ジョンソンが声を担当している。マウイはポリネシア神話に登場する伝説的な人物・マウイを基にしており、半神、トリックスター、そして変身能力を持つキャラクターとして描かれている。彼の特徴は、伝統の入れ墨が彫られた筋骨隆々の体、豊かで流れるような髪、そしてさまざまな生き物に変身できる神の釣り針である。彼のタトゥーはこれまでの功績を表し、彼の誇張された自尊心をからかうミニチュア版のミニ・マウイがアニメーションで描かれている。マウイは2024年12月に公開された続編の映画『モアナと伝説の海2』にも登場した。また、ジョンソンは2026年に公開予定の実写版『モアナと伝説の海』でもマウイを演じる予定である。
映画『モアナと伝説の海』では、主人公のモアナ（アウリイ・クラヴァーリョ）が、危機から島を救うためにマウイを探しに航海に出る。彼女はマウイを説得し、彼の神の魚釣り針を取り戻し、彼が女神テ・フィティから盗んだ「テ・フィティの心」を元に戻すために旅に同行させる。この物語のコンセプトは、ポリネシア各地のマウイに関する伝説に着想を得ており、クレメンツとマスカーがそれらを取り入れて独自のキャラクターを作り上げた。
ディズニー版のマウイは、文化的な配慮が不足しているとしてポリネシア出身の著名人から批判を受けた一方で、批評家からはジョンソンの魅力的な演技が高く評価されている。特に、アメリカの作詞家リン＝マニュエル・ミランダが手掛けた「You're Welcome」の歌唱が称賛されている。ジョンソンはこのキャラクターの声優としていくつかの賞にノミネートされ、ティーン・チョイス・アワードも受賞している。

## 概念と制作

### コンセプトと脚本
監督のロン・クレメンツ（右）とジョン・マスカー（左）2011年、監督のジョン・マスカーはポリネシア神話について読み始め、マウイがアニメーション映画のテーマに最適だと考えた。ロン・クレメンツは、マウイが神話的な半神であり、南太平洋のさまざまな文化で異なる形で存在する大きな存在感を持つキャラクターであるため、映画のインスピレーションの中心にしたと語っている。初期のストーリーコンセプトは、ある神話を基にしており、女性キャラクターが誘拐された恋人を救うためにマウイの助けを借りるという内容だった。マスカーとクレメンツはこのコンセプトをディズニー・アニメーションの責任者ジョン・ラセターに提案したが、ラセターはプロジェクトを進める前にポリネシアを現地調査するよう求めた。
当初、マスカーとクレメンツはマウイを主人公にする予定だったが、彼らは「ポリネシアの美しく力強い女性たち」に感銘を受け、物語の中心を部族長の娘に変更することを決めた。彼らはフィジー、タヒチ、サモアへの調査旅行に影響を受け、1,000年間航海をしなかったというポリネシアの航海の伝統に焦点を当てた新しいストーリーコンセプトを考案し、これをティーンエイジャーの少女の成長物語とした。彼らはこの物語を、『トゥルー・グリット』のように「運に見放されたトリックスターと手を組む、意志の強い少女」の物語にしたいと想像していた。キャラクターの開発中、マスカーとクレメンツはマウイに関する神話や彼のさまざまな描写を読み、マウイが英雄的に描かれることもあれば、トリックスターとして描かれることもあることに気づいた。彼らは欠点がありつつも好感の持てるキャラクターを作りたかったのだ。ストーリーは開発の過程で進化し、モアナがマウイのファンであるというアイデアなどは放棄された。
脚本の初稿は、マスカーとクレメンツがポリネシア文化出身の作家を求めたため、タイカ・ワイティティが執筆した。ワイティティは数カ月かけて初稿を書き、その後、映画『シェアハウス・ウィズ・ヴァンパイア』の監督をするためニュージーランドに戻った。後に彼は、自身の脚本が最終版にほとんど残っていないと冗談を交えて語っている。アーロンとジョーダン・カンデルは、5人の脚本家の一員であり、マウイとモアナの関係など、さまざまなストーリーの側面を開発した。ジャレッド・ブッシュやパメラ・リボンも脚本の制作に携わっている。ブッシュによると、脚本のチームはクリシェ（陳腐な表現）を避けるために最善を尽くしたが、何度も脚本を壊しては作り直す必要があったという。
マウイの歌「俺のおかげさ」（You're Welcome）は、もともとモアナがマウイと初対面した際に歌う予定だった。マスカーによれば、初期の草稿ではモアナがマウイを崇拝しており、彼の多くの偉業を思い出させて彼を奮起させるために歌を歌っていた。しかし、マウイの自己中心的な性格が構築された後、その歌はマウイが歌うものに変更された。映画のラストシーンも何度も修正され、最終的なバージョンに至った。以前のエンディングでは、マウイとモアナがチームを組んで溶岩の怪物テ・カァと戦い、マウイが主に彼女を倒すという展開だったが、最終幕ではモアナを主役にするために変更された。ブッシュは「その瞬間のためにマウイをあえて退場させたかった」と説明している。

### キャラクターデザイン
マスカーとクレメンツは2011年からポリネシアへの調査旅行を開始した。これにより、サモア、タヒチ、モーレア、フィジーなどの島々から文化の専門家を集めた「オセアニア・トラスト」が設立された。このトラストは映画制作のすべての段階で詳細なフィードバックを提供し、マウイの最終的なデザインに大きく影響を与えた。初期のキャラクターデザインでは、マウイは背が低く、頭は剃られていたが、トラストからのフィードバックを受けて、このデザインは変更され、より体格が大きく、豊かな髪を持つ姿に改められた。タヒチの文化専門家ヒナノ・マーフィーは、最初のスケッチを見た際に「マウイには髪が必要であり、それが彼のマナであり、半神としての力の象徴である」と助言した。マウイの髪のボリュームが技術的な挑戦となることは想定されていたが、最終的に剃られた頭のデザインは放棄された。
キャラクターアートディレクターのビル・シュワブは、マウイのデザインを「ユーモラスでありながら力強いもの」にしたいと考え、モアナとの対比的な体型バランスも取ろうとした。デザインの本物らしさを確保するために、デザイナーたちはポリネシアのデザイン、特に衣服やタトゥーに使われる素材、模様、染料について研究を行った。マウイのタトゥーは、サモアの首長のタトゥーを慎重に調査して作成された。クレメンツは、タトゥーがマウイの偉業や勝利を描き、彼の人生を語っていると説明している。開発アーティストのスー・ニコルズがマウイのタトゥーを動かすアイデアを描いた際、マスカーとクレメンツはそれを採用し、マウイにアニメーションで動くタトゥーを与えることを決めた。彼らは、マウイを島を海から引き上げ、モンスターと戦う能力を持つ、スーパー・ヒーローのようなプロポーションを持つ半神として視覚化し、強く、誇張されたキャリカチュアとしてデザインした。「大きく、がっしりした、人間の山のような男」だと表現している。彼の神の釣り針には、彼の何千年にもわたる功績を語るように、細かい彫刻が施されている。

### アニメーション
『モアナと伝説の海』のアニメーションは、以前『アラジン』や『ヘラクレス』に携わったアニメーターのエリック・ゴールドバーグが率いて行われた。マウイの体に刻まれたタトゥーに彼の過去の偉業を描くため、2Dの手描きアニメーションが3Dアニメーションに統合された。タトゥーの中には、マウイの良心を具現化する小さなマウイのミニチュア版が登場する。ゴールドバーグは、伝統的なポリネシアのタトゥースタイルで手描きのスケッチを紙に描き、それをもとにミニ・マウイのキャラクターが作られた。その後、2Dアニメーションと3Dアニメーションは別々に制作され、最終的に統合された。
マスカーは、ミニ・マウイが創作過程で意識を持つキャラクターとして生まれ、マウイの自己中心的な性格をからかう存在として機能するようになったと説明している。彼は、グラフィック的なキャラクターであっても感情が表現されることが重要だと感じていた。手描きのミニ・マウイと3Dアニメーションのマウイを組み合わせるプロセスは困難だったが、ミニ・マウイの手描きのイラストをコンピュータ生成されたマウイに重ねることで、両者が正確に相互作用するように工夫された。

### 声優

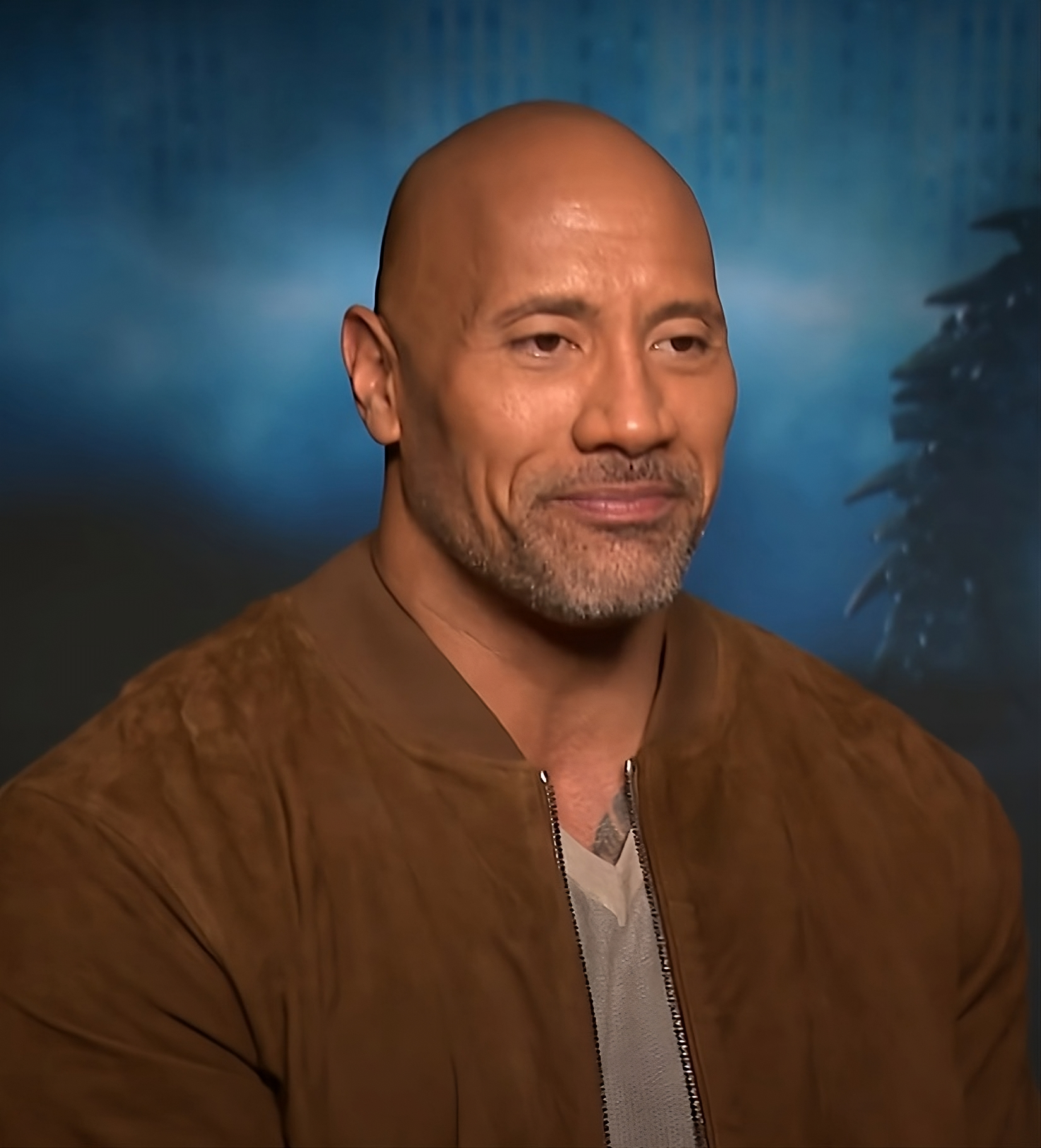
マウイの声は、英語版『モアナと伝説の海』でドウェイン・ジョンソンが担当しており、実写版のリメイクでも彼がマウイを演じる予定である。

2014年12月2日、ドウェイン・ジョンソンがマウイ役の声優として交渉中であることが発表され、彼はその役に抜擢されたことに非常に興奮していた。マスカーによると、マウイのキャラクターはジョンソンをキャスティングする前に構想されていたが、初めてのリサーチ旅行中に彼をキャストとして早い段階で提案されたという。マスカーとクレメンツはジョンソンがポリネシアに縁があることを知っており、彼の外見が半神に似ていると感じたため、他の俳優はオーディションされなかった。脚本家のジャレッド・ブッシュは、ジョンソンの個性をキャラクターに取り入れ始め、初期のネガティブなバージョンからより親しみやすいマウイへと変えた。リン＝マニュエル・ミランダは、ジョンソンの「瞬時に好感を持たせる」能力がなければ、マウイの歌「俺のおかげさ」（You're Welcome）を成功させるのは難しかっただろうと述べている。
ミランダはマウイの歌を書く準備をする際、ジョンソンのWWE時代の動画をYouTubeで見て、彼の声域に合うように楽曲を作成した。マウイの歌をパフォーマンスすることは、ジョンソンにとって快適な領域を超える挑戦だった。彼は、ミランダによるSkypeでの20分間のボイスコーチングセッションに依存し、声に自信が持てるようになるまで指導を受けた。ミランダはジョンソンにトラックの録音を送り、彼が何度も曲を聴いて練習できるようにし、自分の個性をパフォーマンスに取り入れるよう勧めた。
ジョンソンによると、マウイのキャラクターは彼の祖父であるピーター・メイビアを基にしている。メイビアはレスラーであり、体中にタトゥーを持つサモアの首長であった。ジョンソンはポリネシア系であることから、この映画はポリネシア文化を映画で紹介する絶好の機会だと感じていた。彼の性格は、キャラクターに反映され、声を録音している際には彼の表情がカメラで撮影され、アニメーションに取り入れられた。

## 描写
ディズニー版のマウイは、ポリネシア神話に登場する半神マウイを基にしており、彼の物語は太平洋諸島各地で異なるバリエーションが存在する。ディズニー版ではマウイは孤児として描かれているが、これは伝統的なポリネシアの物語とは異なり、神話のマウイには4人の兄弟がいる。「The Māui Myths」（ニュージーランド北島のトラガ湾出身のマオリ族によるマウイの物語）では、マウイが神の釣り針を使って太平洋から島々を引き上げたり、太陽を捕らえてその動きを遅くするなどの功績が語られている。これらの功績は、リン＝マニュエル・ミランダによって書かれたマウイの歌「俺のおかげさ」（You're Welcome）の歌詞でも強調されている。
マスカー監督は、ポリネシア神話でマウイに出会うまでは彼の存在を知らなかったと認めているが、それが逆に魅力的だと感じたという。映画で誰もマウイを取り扱っていないことに気づき、その「型破りな特性」や「変身能力を持つトリックスター」としての力に惹かれた。また、マウイは特定の文化に属するキャラクターではなく、太平洋全体に共通する存在であることにも興味を持った。彼とクレメンツは、特定の文化に基づいてマウイを描かないように助言を受け、さまざまな島々で進化した異なる神話を取り入れ、それらを物語の中で融合させることを選んだ。クレメンツは、マウイがある神話では真面目なキャラクターとして描かれる一方、別の神話ではトリックスターとして描かれていることに言及し、映画ではいたずら好きなバージョンを選んだ。これにより、彼がより面白いキャラクターとして描かれることになった。
クレメンツは、『モアナと伝説の海』において、マウイはかつての栄光を取り戻さなければならない堕ちた英雄であり、モアナは最初は彼を信頼していないと説明している。マスカーは、マウイのタトゥーを「彼のすべての偉業を語る歩く広告」と表現し、彼が体を回して背中を見せるだけで自分の功績を簡単に語れるようにしている。ミニ・マウイのタトゥーのキャラクターは彼の良心として機能し、相棒のような存在だ。クレメンツは、このミニ・マウイは言葉を話さないが、物語を進めたりユーモアを提供したりする役割を果たしていると説明している。

## 登場シーン

### 映画

#### モアナと伝説の海（2016年）
『モアナと伝説の海』において、マウイは伝説的ないたずら者であり、女神テ・フィティの心を盗んだ半神として描かれている。彼は神の釣り針を持っており、これを使ってさまざまな動物に変身できるが、釣り針を失ってしまう。ある日、島が危機に直面していることを知った少女モアナは、父の言いつけに反して珊瑚礁を越えて航海に出る。彼女は虚栄心の強い半神マウイを見つけ、彼を説得して共に海の旅に出て、マウイの釣り針を取り戻し、テ・フィティの心を元に戻すことを目指す。モアナは最初、マウイを自己中心的で傲慢だと感じるが、次第に二人は互いに信頼を築くようになる。マウイはモアナに航海術を教え、彼女を危険から守る。
テ・フィティの島に到達すると、二人は溶岩の悪魔テ・カァと対峙する。戦いの中でマウイの神の釣り針が壊れ、彼は希望を失ってしまう。しかし、勇気を取り戻したモアナは島に戻り、無事にテ・フィティの心を元に戻す。これによって女神テ・フィティが復活し、周囲の島々に新たな生命をもたらす。報酬として、テ・フィティはマウイの釣り針と彼の力を元に戻す。

#### ワンス・アポン・ア・スタジオ -100年の思い出-
マウイは、2023年の短編映画『ワンス・アポン・ア・スタジオ -100年の思い出-』に他のディズニーキャラクターと共に登場し、ドウェイン・ジョンソンが再び彼の声を担当している。

#### モアナと伝説の海2
2024年2月、アニメ映画の続編『モアナと伝説の海2』が2024年11月に公開されることが発表された。当初、テレビシリーズが開発されていたが、ディズニーCEOのボブ・アイガーが映像に感銘を受け、長編映画に切り替えられたという。この映画では、モアナとマウイが新たな航海に出発し、モアナがオセアニアへの旅に挑む海の冒険が描かれる。2024年2月8日、Deadlineはドウェイン・ジョンソンが続編で再びマウイの声を担当するために交渉中であると報じた。

#### モアナと伝説の海（2026年）
2023年4月、『ハリウッド・リポーター』は、ウォルト・ディズニー・ピクチャーズが『モアナと伝説の海』の実写版を制作中であると報じ、ドウェイン・ジョンソンが再びマウイ役として出演することが決定したと伝えた。新たなサポートキャストも参加する予定である。この発表に際し、ジョンソンは「実写版『モアナ』を制作できることに深く感謝しており、自分の祖父ピーター・マイヴィアにインスピレーションを受けた」と述べた。映画は当初、2025年6月に公開される予定だったが、13か月の延期が発表され、2026年7月10日に公開予定となった。

### コンピュータゲーム

#### ディズニー ドリームライトバレー
マウイは、ライフシミュレーションゲーム『ディズニー ドリームライトバレー』でアンロック可能なキャラクターの一人である。このゲームでは、声優のジェス・ハーネルがドウェイン・ジョンソンに代わってマウイの声を担当している。

### テーマパーク
2017年6月、マウイはモアナと共に上海ディズニーランドのステージショーに初登場した。また、2020年には、ディズニーランド・リゾートで開催された「マジック・ハプンズ」パレードに登場するキャラクターの一人として出演している。

## マーチャンダイズ
2023年6月、マウイはコレクタブルカードゲーム『ディズニー・ロルカナ』のキャラクターの一人として公開された。また、マウイはおもちゃやドールとしても登場しており、ディズニーの『モアナ』レゴセット「モアナの島の冒険」および「モアナの海の航海」におけるレゴのビッグフィギュアとしても発売されている。

## 評価

### 論争
ディズニーによるマウイの描写は、太平洋諸島で批判を受けた。『ガーディアン』は、ディズニーがマウイを肥満のキャラクターとして描いたことが、半神の否定的なステレオタイプであり、ポリネシアの男性に対する不健康なイメージを広めるとして批判されたと報じている。ニュージーランドの政治家ジェニー・サレサは、ディズニーのマウイを「半分はブタ、半分はカバ」と表現した画像をFacebookに投稿し、これがマウイに対する許容できない否定的なステレオタイプであると述べた。サモアのラグビー選手エリオタ・フイマオノ＝サポルもこれに賛同し、マウイが「島を釣り上げた後、それを揚げて食べてしまったようだ」と批判した。
『ワシントン・ポスト』は、この映画がいくつかの著名なポリネシア人から批判を受けたことを報じている。主な批判は、マウイを厳粛で力強い文化的な存在として描かず、軽薄なコメディリリーフのキャラクターとして描いたことに対してであった。さらに、2016年9月には、ディズニーストアで販売されたタトゥーが描かれたマウイのコスチュームが「ブラウンフェイス」として非難され、最終的に販売中止となった。
BBCの批評で、アリエタ・テゲイロロ・タラノア・トラ・リカは、多くの太平洋の人々にとってマウイは「英雄であり、祖先であり、半神であり、精神的な導き手」だと述べ、このような重要な文化的要素を金銭的に利用することは不敬だと感じたとコメントした。これに対して、プロデューサーのオスナット・シューラーは、制作チームが5年間にわたってポリネシアのアドバイザーと協力し、美しい表現を目指して映画を作ったと説明し、この映画は「愛と敬意を持って制作された」と語っている。彼女は、マウイに関する調査を進める中で、島々によって彼に対する解釈が異なることが明らかになったが、どのバージョンでも彼は大きな存在感を持つキャラクターであり、そのためアニメーターたちは彼を大きく力強い姿にしたと説明している。

### 批評的評価
『ロサンゼルス・タイムズ』のジャスティン・チャンは、マウイを「ショーストッピングな超自然の混乱を引き起こすにぎやかなエージェント」と表現し、マウイが大柄なポリネシア男性のステレオタイプであるとの批判が妥当である一方で、ジョンソンのパフォーマンスのコメディ的な要素を見落としていると指摘した。『ニュージーランド・ヘラルド』はこのキャラクターへの反発を否定し、マウイを「楽しいバウンドボールのような存在」と称賛した。『ガーディアン』のベン・チャイルドは、ディズニーが神話のマウイから離れたことは驚くべきことではないとし、彼の偉業はディズニーのアニメーションには適さないと考えた。彼は、ディズニー版のマウイは肥満というよりも力強く、大きな体格にもかかわらず「驚くべき俊敏さと柔軟な優雅さ」を持っていると評価した。
『IndieWire』のエリック・コーンは、ジョンソンの「啓発された」キャスティングを称賛し、モアナがマウイに依存できないことに気づいたとき、彼の無敵な英雄像が崩れるという根底にあるジョークが巧妙だと指摘した。『RogerEbert.com』のクリスティ・ルミールは、ジョンソンの魅力とカリスマ性を称賛し、映画がドラマチックで親密な瞬間にも彼の才能を発揮させる機会を与えているとコメントした。『エンパイア』のニック・デ・セムリェンは、ジョンソンが歌う「俺のおかげさ」（You're Welcome）を「自己顕示欲へのオードであり、同時に喜びに満ちたパーフェクトストーム」と評した。『アトランティック』のクリストファー・オアは、ジョンソンのマウイのパフォーマンスを「魅力的」で「機知に富んでいる」と評価し、映画の中で最も楽しい部分だと述べた。『シドニー・モーニング・ヘラルド』のジェイク・ウィルソンは、マウイを「映画の最大の成功」とし、彼を「体は大きいが頭は良くない兄のようだ」とたとえた。『デン・オブ・ギーク』のデイビッド・クロウは、クラヴァーリョとジョンソンの相性を楽しみ、ジョンソンは「ロビン・ウィリアムズやエディ・マーフィ以来、ディズニーのアニメキャラクターには見られなかったようなカリスマ性を放っている」と述べた。
一方で、『スクリーン・インターナショナル』のティム・グリアソンは、モアナとマウイの関係がジョークばかりで面白みに欠けると感じ、ジョンソンの傲慢さは面白いとしながらも、モアナの強気な態度に対するマウイの苛立ちが「当たり外れのあるコメディ」だと批判した。『スクリーンクラッシュ』のブリット・ヘイズは、映画におけるモアナとマウイの絶え間ない口論を批判し、マウイを「自己愛的」で「謙虚さのかけらもない不快なキャラクター」と形容した。『サイト&サウンド』のヴァディム・リゾフは、マウイが「もしドレスと動物の相棒がいれば、お前はプリンセスだ」と言う場面を、ディズニーの過去の「時代遅れのフォーミュラ」を自覚的に振り返る一例だと指摘した。

### 受賞歴
ドウェイン・ジョンソンが演じたマウイは、2017年のニコロデオン・キッズ・チョイス・アワードで「アニメ映画のお気に入りの声」と「お気に入りのフレネミー（アウリイ・クラヴァーリョとの共演）」にノミネートされた。また、2017年の第48回NAACPイメージ・アワードでは「キャラクターボイスオーバー」部門にノミネートされた。さらに、2017年のブラック・リール・アワードでは「優れた声のパフォーマンス」部門にもノミネートされた。同年のティーン・チョイス・アワードでは、『モアナと伝説の海』でファンタジー映画の俳優部門を受賞した。